# Rotta
Rotta (gúnynevén Pufi-mufi vagy Büdöske) a híres gengszter, Jabba, a hutt fia, Ziro unokaöccse, akit a Klónok háborúja alatt foglyul ejtetett a hírhedt Dooku gróf és Ziro is, aki bár Rotta rokona volt. Később, gengszter családjával ellentétben nem akart bűnöző lenni.

## Életrajz
Rotta a Yavin-csata előtt 32 évvel született. A többi huttal ellentétben Jabba azt akarta, hogy ismerje meg a galaxist. YE 22-ben a Klónok háborúja alatt Ziro elrabolta őt Dooku gróf segítségével. Az elrablás arra ösztönözte Jabbát, hogy üzletet kössön a Galaktikus Köztársasággal, miszerint a jedik kiszabadítják fiát, ha ő cserébe jelentős segítséget nyújt a háborúban. Amíg Rottát a Teth bolygón tartották fogva, a másféle légkör miatt a kis hutt megbetegedett.

### A kiszabadítás
Végül Anakin Skywalker és padawanja, Ahsoka Tano kiszabadította Rottát, de a szeparatista hadsereg a nyomukban volt, ezért egy régi teherhajóval, a Twillighttal menekültek el. Az űrhajó a Tatooinera tartott, de Rotta állapota súlyosbodott. Végül egy holo-üzenet segítségével egy doktor megmutatta Ahsokának, melyik pirulát kell beadni a huttnak, hogy meggyógyuljon. A gyógyszer meg is tette hatását. Sajnos lelőtték őket, a hajójuk lezuhant. Anakin egy csomagját teletömték sziklával, hogy megzavarják a közeledő Dooku grófot. Valójában Ahsoka vitte tovább Jabba palotájába Rottát. Néhány IG-100-as droid útjukat állta, de a padawan legyőzte őket. R2-D2 is velük volt. Eközben jabba úgy gondolta, hogy Anakin megölte Rottát, és amikor Ahsoka megérkezett hozzá a kis huttal, bár örült, de még mindig Anakint gyanúsította a rablással. Ezután Padmé Amidala holo-üzenettel tájékoztatta Jabbát, hogy Ziro volt az egyik tettes. Ezután Jabba aláírta a köztársaság megállapodását.

### A felnőttkor
Jabba azt akarta, hogy Rotta is belépjen a gengszteréletbe, de az meghátrált.